# ألبيرتو سوريا
ألبيرتو سوريا (بالإسبانية: Alberto Soria)‏ (1906 – تاريخ الوفاة غير معلوم) لاعب كرة قدم بيروفي راحل كان يجيد اللعب في خط الدفاع .
لعب طوال مسيرته الرياضية في نادي أليانزا ليما . شارك مع منتخب بيرو في بطولة كأس العالم 1930 في الأوروغواي حيث لعب مباراة واحدة .

## وصلات خارجية
- ألبيرتو سوريا على موقع الاتحاد الدولي (مؤرشف)  (الإنجليزية)
- ألبيرتو سوريا على موقع قاعدة بيانات كرة القدم.إي يو (الإنجليزية)
- ألبيرتو سوريا على موقع ناشيونال فوتبول تيمز (الإنجليزية)
- ألبيرتو سوريا على موقع Soccerway.com (الإنجليزية)
- ألبيرتو سوريا على موقع عالم كرة القدم.نت (الإنجليزية)
- هذا السيرة الذاتية